# Evaniella isomera
Evaniella isomera är en stekelart som först beskrevs av Jean-Jacques Kieffer 1910.  Evaniella isomera ingår i släktet Evaniella och familjen hungersteklar. Inga underarter finns listade i Catalogue of Life.